# Psara mysticalis
Psara mysticalis is een vlinder uit de familie van de grasmotten (Crambidae). De wetenschappelijke naam van de soort is voor het eerst in 1920 gepubliceerd door William Schaus.
De soort komt voor in Brazilië.